# Francisco Javier Echeverría
Francisco Javier Echeverría Migoni (Xalapa, Veracruz, 25 de julio de 1797-Ciudad de México, 17 de septiembre de 1852) fue un político y comerciante mexicano que se desempeñó, brevemente y en calidad de interino, como presidente de México del 22 de septiembre al 10 de octubre de 1841.

## Primeros años y formación
Echeverría era originario de Xalapa, Veracruz; lugar que lo vio nacer la mañana del 25 de julio de 1797. Fue el tercero de los ocho hijos nacidos del matrimonio entre el acaudalado e influyente comerciante navarro Pedro Miguel Echeverría Meoqui (1758-1830) y su esposa María del Rosario Francisca Migoni Godoy (1760-1837), dama veracruzana dedicada a las labores domésticas.
Sus padres habían contraído matrimonio en la última década del siglo XVIII.  En 1792 nació su hermana mayor María del Rosario, a ella le siguió Pedro José en 1794, en 1799 vino Antonio, en 1800 nació Inés, seis años después María del Pilar, en 1808 vino el nacimiento de María Josefa y el 13 de julio de 1813, nació su hermana menor, María Guadalupe. 
Su padre Pedro Echeverría era un importante y respetado miembro del Ayuntamiento porteño y del Consulado de Comerciantes de Veracruz, donde llegó a desempeñarse como consiliario y a ocupar diversos cargos dentro de dicha corporación. Como parte de una familia muy adinerada, los Echeverría Migoni recibieron una esmerada educación en las mejores instituciones veracruzanas de la época. Por inducción de su padre, Francisco se dedicó al manejo de los negocios familiares y al comercio en su natal Xalapa hasta 1829. Pero Echeverría, perspicaz e inteligente, no se limitó a los conocimientos necesarios en el ejercicio del comercio; culto, realizó lecturas útiles de economistas franceses.

## Carrera política
Javier Echeverría contrajo matrimonio el 15 de diciembre de 1823 en la Ciudad de México con la también xalapeña María del Refugio Almanza (1799-1848); tuvieron varios hijos. El primer empleo que tuvo fue como diputado en el Congreso de Veracruz en 1829. Ese mismo año fue designado miembro de la Comisión de Hacienda; donde contribuyó a que el erario de Estado se redujera de acuerdo a la situación económica en que se encontraba el gobierno. Después del fallecimiento de su padre ocurrido en marzo de 1830, Francisco y varios de sus hermanos constituyeron una de las firmas comerciales más importantes de Veracruz, denominada “Viuda Echeverría e Hijos”, que abrieron en común de acuerdo con su madre; y donde Francisco y su hermano Pedro José eran socios. En 1834 trasladó a la firma comercial a la Ciudad de México; donde se consagró en una de las más importantes. 

### Secretario de Hacienda
En mayo de ese mismo año, el presidente Santa Anna lo nombró ministro de Hacienda, cargo que desempeñó del 5 de mayo al 1 de septiembre, fecha en que dimitió su cargo pues no estaba de acuerdo con algunos aspectos de la administración santanista. En 1836, bajo la segunda presidencia de Anastasio Bustamante, formó parte del Consejo de Estado, donde trabajó en el rubro de hacienda, impidiendo más operaciones ilegales al erario. Volvió a ser ministro de Hacienda del 27 de julio de 1839 al 23 de marzo de 1841; después de los daños económicos que dejó la primera intervención francesa en México. Durante el bloqueo, el estado de hacienda careció de los productos de las aduanas marítimas y tuvieron que hacer reparticiones extraordinarias en los aprestos de defensa exterior y en las revueltas interiores. 
Además de un 44% fijo que había que separar de los productos de las aduanas para pagar los fondos del 15,17 y 12%, y de un 12% de los ingresos de la Tesorería General para los vales de alcance; el total de las entradas del erario se hallaba en deuda por mucho dinero. El nuevo ministro, para despejar la haciendo, hizo entrar al fondo del T5 los vales de alcance, cuyos portadores prestaron además un 15% del importe de su papel, pagado todo por el mismo fondo. 
Echeverría sin violencia, logró dejar libre para las atenciones ordinarias de la administración el 50 %  de las aduanas de los puertos, y las rentas interiores de la nación. Introdujo luego una severa economía en los gastos, separó á los empleados poco fieles, y proveyó las plazas sin acepción de personas, en sujetos de pericia y honradez. Gracias a esto y a los cuantiosos suplementos que de su caudal hizo, logró poner algún orden en la hacienda, restablecer el crédito y mantener sin operaciones nocivas la administración del general Anastasio Bustamante, una de las más combatidas que ha habido en la república. Sin pudor, desde la secretaría de Hacienda mezcló sus negocios privados con los asuntos públicos para incrementar su fortuna personal. Sin embargo, el erario se benefició con sus triquiñuelas, pues entregó al presidente Anastasio Bustamante un excedente de más de 600 000 pesos en un momento en que la bancarrota parecía asociada al gobierno.

## Presidencia (1841)
A excusas de Echeverría dos miembros del gabinete autorizaron la importación por los puertos del norte de efectos prohibidos, para auxiliar con los derechos que produjesen, a las tropas que guarnecían la frontera. 
Echeverría, que a la primera interpelación del Congreso había negado el hecho porque lo ignoraba, cuando se cercioró de él, por orgullo y honor renunció a su cargo en marzo de 1841. La suma que entonces le debía el erario por los suplementos que tenía hechos, y responsabilidades que había contraído, ascendió a seiscientos sesenta y dos mil pesos; raro ejemplo de verdadero patriotismo, y que no valió la gratitud pública, pues esos servicios fueron apenas conocidos, y años después de su muerte aún no acaba de pagarse a su familia el total de su crédito. Cuando estalló en la capital en 1841 la revolución que se llamó de "Regeneración", las cámaras le nombraron presidente interino de la república, porque el presidente Anastasio Bustamante había tomado el mando de las tropas para ir a combatir a los insurrectos.
Asumió el cargo el 22 de septiembre de 1841. El gobierno de Echeverría duró dieciocho días, en los cuales logró aumentar en un 10% el impuesto al consumo, procuró refrenar aquella sedición pero no tuvo éxito. Reinaban la confusión, la anarquía, el desorden y prefirió retirarse a despachar sus asuntos personales. Los santanistas se movilizaban a la capital, buscando la manera de regresar al poder a su caudillo. Echeverría estuvo en el poder menos de un mes, pero salió bastante rico. Dejó el poder en manos de Santa Anna; se retiró a la vida privada y no volvería a involucrarse en la política hasta nueve años después de haber dejado la presidencia.

## Últimos años y muerte
Regresó a la escena política como diputado por Veracruz en 1850 y 1851. Había muchas comisiones y asociaciones de beneficencia en México a las que Echeverría apoyaba económicamente. Donde se distinguió fue en la junta de cárceles y en la Academia de San Carlos, de las que fue presidente. A sus esfuerzos en la junta de cárceles se debe la casa de corrección de jóvenes. Generosamente de su bolsillo salvó de la ruina a la segunda institución, que en verdad había concluido, y se elevó á la clase del primer establecimiento que en su género hay en el Nuevo Mundo. 
El único elemento con que para eso contó, fue la renta de lotería que cedió el gobierno a la academia en pago de lo que le adeudaba, pero en estado tan miserable que no había podido cubrir en algunos meses. Con los productos de esta renta, bien manejada, se han hecho al gobierno grandes suplementos, se adquirió en propiedad el edificio y otras tres casas, se trajeron de Europa hábiles profesores, se mantienen porción de pensionados en México y Roma, a los alumnos todos de la academia se franquea cuanto necesitaba para aprender, se van formando buenas galerías de grabados, pinturas y estatuas, y se auxilia con más de 45,000 pesos anuales a otros cinco establecimientos de beneficencia. 
Francisco Javier Echeverría Migoni, quien fue altruista hasta el final de sus días, murió el 17 de septiembre de 1852, a los 55 años de edad, en su domicilio de la Ciudad de México. Sus restos descansan en la capital del país.